# Ставчаны (Львовская область)
Ставчаны (укр. Ставчани) — село в Оброшинской сельской общине Львовского района Львовской области Украины.
Расположено у реки Ставчанка.
Население по переписи 2001 года составляло 1775 человек. Занимает площадь 4,56 км². Почтовый индекс — 81118. Телефонный код — 3230.
Достопримечательность села — греко-католическая Церковь святого Архистратига Михаила, построенная в 1909 году, с построенной ранее деревянной колокольней.

### Экономика

Завод «Олияр»

В селе находится маслоэкстракционный завод «Олияр» (производство подсолнечного, рапсового и соевого масел).